# Barro (Pontevedra)
Barro és un municipi de la província de Pontevedra a Galícia. Pertany a la Comarca de Pontevedra. Limita al sud amb Poio i Pontevedra, a l'est amb Moraña; al nord amb Portas i a l'oest amb Meis.
| 5.267 | 5.245 | 6.442 | 4.975 | 3.380 |
| Fonts: INE i IGE (Els criteris de registre censal variaren i les dades de l'INE i de l'IGE poden no coincidir.) |       |       |       |       |

## Parròquies
- Agudelo (San Martiño)
- Barro (San Breixo)
- Curro (Santa María)
- Perdecanai (Santa María)
- Portela (San Mamede)
- Valiñas (Santo André)